# レオポルト1世 (アンハルト＝デッサウ侯)
レオポルト1世（Leopold I., Fürst von Anhalt-Dessau, 1676年7月3日 - 1747年4月9日）は、プロイセンの軍人。アンハルト＝デッサウ侯（在位：1693年 - 1747年）、プロイセンで最初の重要な兵制改革の主導者。プロイセンの将軍の中でも非常に人気の高い人物である。同時代の将兵からは老デッサウ人（Der alte Dessauer）と呼ばれて親しまれた。またこれとは別に、同名の息子（レオポルト2世）と区別するため老デッサウ、もしくは老レオポルトと表記されることがある。父はアンハルト＝デッサウ侯ヨハン・ゲオルク2世、母はオラニエ公フレデリック・ヘンドリックの6女ヘンリエッテ・カタリーナ。

## 生涯
17歳で既にプロイセン軍の連隊の大佐に任官していたが、同年に父ヨハン・ゲオルク2世の死を受けてアンハルト＝デッサウ侯となった。プロイセン王国の様々な軍事行動に参加している間に、政務は母のヘンリエッテ侯太妃が引き受けることとなった。彼が実際に政務を担当するようになったのは1698年になってからであり、農業、税制、インフラ整備、手工業者の招聘といった分野で多くの改革を実行した。
何よりもレオポルト1世の名を高めたのは、軍事面の業績である。彼はプロイセン軍に歩調行進を導入し、1700年にはそれまで木製だった銃の槊杖を鉄製とした。またプロイセン軍の指揮官としてスペイン継承戦争に参加、スペイン領ネーデルラント戦線でカイザースヴェルト、フェンロー、ボナンの攻囲戦で軍功を挙げ、ドイツに南下して1703年にフランス・バイエルン連合軍と戦ったが（ヘヒシュテットの戦い）、この時はフランスの将軍ヴィラールに敗北している。
1704年にオーストリアの将軍プリンツ・オイゲンの指揮の下ブレンハイムの戦いで活躍、北イタリア戦線に移りカッサーノの戦い（1705年）とトリノの戦い（1706年）に参加する。1709年、オイゲンやマールバラ公ジョン・チャーチルと共にネーデルラントでトゥルネーの攻囲戦およびマルプラケの戦いに参加した。
1712年にプロイセン軍の総司令官に就任、メアス（en）の要塞を無血で占領した後、プロイセン軍の元帥に叙せられた。その後、フリードリヒ・ヴィルヘルム1世の厚い信頼を得、喫煙者ではなかったにもかかわらず、タバコ評議会（de）の一員となった。スウェーデンに対する大北方戦争では、侵攻軍の指揮官として1715年、シュトラールズントの攻囲戦の間にリューゲン島とシュトラールズントを占領した。
1715年から1740年の間にプロイセン軍の育成に専念、彼の改革によってプロイセン軍はヨーロッパで最も強力な軍隊となった。規律と歩兵の技術的な訓練を重視し、プロイセンが軍事強国としての名声を得たのは、疑いもなくレオポルト1世のおかげである。ポーランド継承戦争の時、レオポルト1世は王国元帥に叙せられ、再びオイゲンと共にライン川の戦線でフランスと戦った。フリードリヒ王太子（後のフリードリヒ2世）が有無を言わせない厳しい教育の末に脱走者として捕縛された時、フリードリヒを許して再びプロイセン軍に受け入れるよう、王の説得に尽くした。フリードリヒ2世が即位すると第二次シュレージエン戦争（1744年 - 1745年、オーストリア継承戦争の一部）に参加した。オイゲンが没した後、レオポルト1世は同時代の最も有能な軍人として知られており、フリードリヒ2世は彼を指揮するのに苦労したという。
第二次シュレージエン戦争の折、70歳になったレオポルト1世は、長い経歴の中でも最高に輝かしいものとなる戦いに参加した。1745年12月15日、ケッセルスドルフの戦いでザクセン軍とオーストリア軍に壊滅的な打撃を与え、戦争を早期の終結に導いたのである。この勝利の後にレオポルト1世は隠居し、余生をデッサウで過ごした。1747年に死去、長男のヴィルヘルム・グスタフに先立たれていたため、次男のレオポルト2世がアンハルト＝デッサウ侯領を継いだ。

## 伝説
- 伝説によれば、老デッサウ侯は領地に普及していたゴーゼ（ビールの一種）をライプツィヒにもたらしたという。この一級品のビールは同市で最も好まれる飲み物の一つになった。
- ケッセルスドルフの戦いの前、ザクセン軍を何年も残ることとなる悪臭で満たすと誓ったとされる。それから、有名な祈りの言葉で神に中立を願った。
「神よ、今日は慈悲をたれ給え。それが御心に適わずば、少なくともあの卑劣な敵勢を助け給うな。どのようになるか、ただ見守り給え!」
- ある晩、彼はデッサウのシュピッテル通りを馬に乗って走り、陶器を売る店の前を通った時、店の者に商売の調子を尋ねると売り子たちは窮状を訴え、大声で嘆いた。侯は店の中に馬を乗り入れ、そのうち店内は陶器の欠片ばかりになってしまう。市場の女たちは泣き叫んだが、そうすればするほど侯も激しく暴れ回った。しまいには、完全な形で残っている品は一つもなかった。全てを馬の蹄で割った後、侯は売り子にすぐに登城するよう求めた。そして金を払い、及ぼした被害をすっかり弁償した。売り子たちは結局、しっかり儲けることができたのである。この伝説はグリム童話の『つぐみのひげの王さま』に影響を与えたという。事実はどうあれ、グリム兄弟はこの出来事を聞いていたとされる。

## 記念
- 1800年、ヨハン・ゴットフリート・シャドウ（Johann Gottofried Schadow）の手になる大理石製の記念碑が、他のプロイセンの将軍像とともにベルリンのヴィルヘルム広場（en）に展示された。それは1859年には、王立商業学院（Königliches Gewerbe-Institut）のアウグスト・キス（en）が制作したブロンズ像に取って替えられた。ベルリンのSchadow社（Schadow-Gesellschaft）の主導と寄付金により、それは2005年に修復され、ヴィルヘルム広場のほぼ元通りの位置に設置されている（ヴィルヘルム通り/モーアレン通り〈Mohrenstraße〉の地下鉄の入り口）。
- 1860年、ヨハン・ゴットフリート・シャドウが制作したベルリンの記念碑の複製品（青銅像）が、デッサウ城の広場にある聖母教会の前に設置された。
- 1945年3月7日のデッサウ空襲と、それに続く略奪によって、聖母教会のレオポルト侯廟にある「老デッサウ侯」の棺（近衛兵の軍帽を被り、伝統的なプロイセンの軍服に身を固めた12体の擲弾兵のスズ像に囲まれていた）が破壊された。
- ゆっくりとした歩兵行進曲『デッサウ行進曲』（de）はレオポルト1世にちなんでいる。
- デトモルト市やシュランゲン市には、彼の名を冠した通りがある。
- カール・マイは、彼にちなんだ9つの諧謔小説（例えば“Ein Stücklein vom Alten Dessauer”）を執筆し、1875年から1883年の間に出版した。その一部は、時に改題しながらも重ねて出版されている。これらの物語で繰り返しテーマとなるのは「身分を隠した貴人」である。そのためレオポルト1世はパン屋、手回しオルガン奏者、蟻商人などに身をやつして登場する。マイは1898年、侯の劇の上演を企画するが、実現しなかった。

## 子女
1698年、両親の反対を押し切り、市井の薬局の娘アンナ・ルイーゼ・フェーゼ（1677年 - 1745年）と結婚した。彼女は3年後の1701年、神聖ローマ皇帝レオポルト1世から帝国女伯（Reichsgräfin）に叙せられ、子女には継承権が与えられた。また夫が出征している間に摂政を務めた。アンハルト＝デッサウ侯を継いだのは、アンナ・ルイーゼが生んだ次男であるレオポルト2世である。
アンナ・ルイーゼ・フェーゼとの間に10人の子を儲けた。
1. ヴィルヘルム・グスタフ（1699年 - 1737年） - 侯世子、父に先立って死去。アンハルト伯家の祖。
2. レオポルト・マクシミリアン（1700年 - 1751年） - プロイセン軍の元帥、アンハルト＝デッサウ侯レオポルト2世。
3. ディートリヒ（1702年 - 1769年） - プロイセンの元帥。
4. フリードリヒ・ハインリヒ・オイゲン（Friedrich Heinrich Eugen, 1705年 - 1781年） - プロイセンの少将。
5. ヘンリエッテ・マリー・ルイーゼ（1707年） - 生後5日で夭逝した。
6. ルイーゼ（Luise, 1709年 - 1732年） - アンハルト＝ベルンブルク侯ヴィクトール・フリードリヒ (en) と結婚した。
7. モーリッツ（Moritz, 1712年 - 1760年） - プロイセンの元帥。
8. アンナ・ヴィルヘルミーネ（Anna Wilhelmine, 1715年 - 1780年） - 生涯未婚で、子を残さなかった。モーズィクカウ城 (de:Schloss Mosigkau) を築かせ、そこに公園を造らせた。
9. レオポルディーネ・マリー（Leopoldine Marie, 1716年 - 1782年） - ブランデンブルク＝シュヴェート辺境伯フリードリヒ・ハインリヒに嫁いだ。
10. ヘンリエッテ・アマーリエ（Henriette Amalie, 1720年 - 1793年） - フランクフルト近郊のボッケンハイムに40年近く在住し、ボッケンハイムとクロイツナハに小さな城館を築かせ、デッサウで没した。

また、ゾフィー・エレオノーレ・ゼルトナー（Sophie Eleonore Söldner, 1710年 - 1779年）との間に2人の非嫡出子を儲けた。
1. ゲオルク・ハインリヒ・フォン・ベーレンホルスト（Georg Heinrich von Berenhorst, 1733年 - 1814年）
2. カール・フランツ・フォン・ベーレンホルスト（1735年 - 1804年）

ゾフィー・エレオノーレは後に官吏のヨハン・アウグスト・ローデと結婚した。著名な息子にアウグスト・フォン・ローデ (de:August von Rode) がいる。